# Língua nepali
O nepali ou nepalês (नेपाली, transl. nepālī) é uma língua indo-ariana falada no Nepal, no Butão e em algumas regiões da Índia e de Mianmar  (antiga Birmânia). É o idioma oficial do Nepal, onde é a primeira língua de aproximadamente metade da população, e do estado indiano de Siquim.
Além de língua oficial do Nepal, é também a língua franca nesse país. É uma das 23 línguas oficiais da Índia conforme o anexo 8 da Constituição do país. Além de língua oficial e língua franca do  Siquim, é também oficial no distrito Darjeeling em Bengala Ocidental. É falada também nos estados de Uttaranchal e Assam.
O Nepali é conhecido por outros nomes, tais como Gorkhali ou Gurkhali, "língua dos Gurkhas", ou ainda Parbatiya, "a língua das montanhas". Khaskura é uma antiga palavra também usada para o idioma, cujo significado é "o falar dos Khas".

## História
Os Khas eram um povo na bacia do rio Karnali-Bheri, no extremo oeste do Nepal, que ali viveu desde tempos pré-históricos. Khaskura existe em oposição ao Khamkura, um grupo de dialetos tibeto-birmaneses falados pelos povos Kham que vivem nas terras altas que separam as bacias dos rios Karnali-Bheri e do Gandaki no Nepal central.
Há cerca de 500 anos, os Khas migraram para leste, evitando as inóspitas terras altas dos Kham, para se estabelecer nos vales mais baixos da bacia do Gandaki, os quais eram bem próprios para cultivo do arroz. Uma extensa família se estabeleceu em Gorkha, um pequeno principado a meio caminho entre Pokhara e Kathmandu. No final do século XVIII um chefe de nome Prithvi Narayan Shah armou um exército de Gurungs, povo Magar e possivelmente de outras tribos das colinas e partiu para conquistar e se consolidar como dominante de dezenas de pequenos principados nas colinas ao pé do Himalaia. Como os Gurkhas substituíram os originais Khars como senhores da antiga terra desses, como centro político e domínio militar, a língua Khaskura teve seu nome mudado para Gorkhali, língua dos Gurkhas.
O maior e mais notável feito militar de Prithvi Narayan foi a conquista do urbanizado vale de Kathmandu nas margens da bacia hidrográfica do Gandaki. A região já era chamada de Nepal nessa época. Kathmandu se tornou a nova capital para Prithvi Narayan. Daí em diante ele e seus herdeiros foram estendendo seus domínios para o leste, para a bacia do rio Kosi, para o norte no planalto tibetano, para o sul nas planícies do norte da índia e para o oeste nas bacias dos rios Karnali e Bheri.
Essas expansões, em especial nas direções norte, oeste e sul, levaram o estado a conflitos com as ambições territoriais dos britânicos e dos chineses. Daí vieram diversas guerras que terminaram por moldar as fronteiras do Nepal aproximadamente como são hoje. Porém, as duas grandes potências entenderam a importância da região e preferiram manter aquele território-tampão, não buscando reduzir ainda mais o país que nascia. Desde que o vale do  Kathmandu ou Nepal se tornara o novo centro de iniciativas políticas, essa denominação - Nepal - passou a definir todo o reino e não apenas o vale do Kathmandu. Assim, Gorkhali, a língua dos Gurkhas, foi denominada a partir daí nepali.

### Situação recente
Há hoje três principais dialetos Nepali: do Leste, do Oeste, Central. Os três dialetos podem ser bem identificáveis no Nepal e em outros países do sul da Ásia, havendo ligeiras variações fonológicas entre eles.
O uso exclusivo do nepali nas cortes de justiça, nos tribunais e no governo do Nepal vem sendo ameaçado. O reconhecimento de outras línguas étnicas do Nepal foi um assunto muito propalado pela insurgência do Partido Comunista Maoísta. Um Ministro de Gabinete, Matrika Yadav, recentemente baixou um decreto ministerial para o uso da língua maithili em lugar do nepali.

### Literatura
O nepali apresentou uma significativa literatura durante um curto período de poucas centenas de anos até o século XIX através de Adhyatma Ramayana; "Sundarananda Bara" (1833); "Birsikka", diversas estórias folclóricas e ainda no Ramayana de "Bhanubhakta". A contribuição de um trio de significativos autores, "Poudyal", "Devkota" e "Sama" elevaram o nepali ao nível de outras línguas do mundo. A contribuição de outros escritores laureados, mesmo fora do Nepal, como Darjeeling e Varanasi, também foi muito significativa.

## Geografia
O nepali é a mais oriental dentre as línguas pahari, um grupo de línguas relacionadas entre si e que são faladas nas faldas mais baixas da cadeia do Himalaia, desde o Nepal oriental até os estados hindus de Uttarakhand e Himachal Pradesh. As influências da língua nepali podem ser percebidas no Butão e em partes de Mianmar. O nepali se desenvolveu em proximidade geográfica com diversas línguas tibeto-birmanesas, dentre as quais o Bhasa e assim demonstra influências dessas línguas.

## Características
O nepali tem alguma relação com o hindi, mas de forma mais conservadora sem muitas influências externas, com poucas palavras advindas do persa, do inglês, usando mais derivações com origens no sânscrito. Hoje, a língua é escrita geralmente no alfabeto devanágari. Há alguns registros antigos do uso da escrita takri, especialmente no oeste do Nepal, em Uttarakhand e em Himachal Pradesh. Bhujimol é uma outra escrita antiga nativa do Nepal. A língua nepali é mutuamente inteligível com o hindi e com o urdu.
Os estudiosos Kamal Malla e Tej Kansakar comentaram sobre a origem do nepali como uma derivação do sânscrito: Janaka, Yajnavalkya, Valmiki, Kapila e Gautama Buda muito contribuíram para o sânscrito e o prácrito onde o nepali procura suas origens." 

## Substantivos
Os Substantivos Nepali que indicam macho e fêmea são por vezes distintos por Sufixos ou por pares de termos lexicamente diferentes. O padrão envolve os sufixos masculino -o/ā vs feminino -ī suffixes (exemplo: chorā "Filho" : chorī "Filha]]", buṛho "homem (velho)" : buṛhī "mulher (velha"). Há também o fenômeno de sufixo derivacional -nī (exemplo:. chetrī "Chetri" (raça) : chetrīnī "mulher Chetri", kukur "Cão" : kukurnī "Cadela"). Não há, além disso, outras marcações, como entre Animado/ Inanimado;
Como ocorre geralmente nas Línguas indo-arianas no que se refere ao Gênero gramatical, o Nepali apresenta um sistema de "gênero atenuado", pelo qual a "concordância" fica restrita ao gênero "feminino animado" (o sistema é reestruturado como "zero/+feminino"), opcional ou livre […]; e muito reduzido no escopo sintático […] Em Nepali a terminação é o neutro -o, que muda para -ī para Pessoas Femininas quando em estilo mais formal. |1991|pp=220-221}}</ref>
Nepali distingue os gêneros gramaticais, havendo um pluralizador único, o sufixo para substantivos -harū (exemplo:. mitra "amigo" : mitraharū "amigoS"). Diferente da maioria das línguas ocidentais, o plural não é obrigatório, pode ser deixado sem ser expresso, se já for indicado por outro modo (por numerais, p.ex.), ou por concordância (ex. Verbal). Riccardi (2003):554 faz notar que o sufixo "raramente  indica simples pluralidade, muitas vezes significa que outros objetos de mesma  classe ou similares estão também inclusos. 

### Adjetivos
Adjetivos podem ser declináveis e indeclináveis. Declináveis são marcados, via terminações, pelo género e número dos substantivos qualificados. As terminações declináveis são:
- -o para masculino singular – Ex: sāno kitāb – pequeno livro
- -ī para feminino singular - Ex: sānī keṭī  - pequena menina
- -ā para plural – Ex: . sānā kalamharū – pequenas canetas.

"Masculino", ou melhor "neutro" -o é a forma de citação (padrão) e de outro modo ficam ocultos, como nas declinações mais freqüentes. Como já citado, o gênero Nepali é atenuado. a concordância fica restrita para "fêmeas animadas", sendo opcional ou livre para outros. . Todavia, "Ao escrever, há uma forte tendência por parte de algumas pessoas de usar os marcadores femininos além do seu uso na linguagem falada, para marcar certos adjetivos com terminações femininas. Essa tendência é reforçada por certos gramáticos Nepali e pode ser devida às influências do Hindi sobre tanto a fala como sobre a escrita 
Adjetivos indeclináveis são simplesmente inalteráveis, podendo terminar por consoantes ou por vogais (exceto -o).
- Exemplos de adjetivos declináveis:[7] ṭhūlo "grande", rāmro "bom", seto "branco", sāno pequeno".
- Exemplos de adjetivos indeclináveis:[8] garīb "pobre", saphā "limpo", dhanī "rico", nayā̃ "novo".

### Post-posições
Em Nepali o "locus" da marcação de função gramátical ou Caso gramatical é feita por meio de Sufixos aglutinativos ou partícula gramatical chamadas post-positições, que seriam em Português as preposições. Há as seguintes post-posições primárias:
- ko – Marcador de Caso Genitivo, declinável como um adjetivo: X ko/kī/kā Y – significa "Y de (pertence)", com ko/kī/kā concordando com Y.
- lāī – Marcador de Objeto indireto, também chamado marcador de "Caso Dativo ou, se o Objeto for Direto".
- le – Pode ser marcador tanto do caso Instrumental como do Ergativo. No caso ergativo é aplicado ao Sujeito, sempre em Verbo Transtivo, modo Perfeito e, opcionalmente, em outros aspectos transitivos..
- mā – Marcado geral do caso Locativo; "em, no, na", etc.
- bhandā – é uma post-posição Ablativa usada para comparações, junto com Advérbio para post-posições compostas;
- Riccardi (2003):557 lista ainda as seguintes Post-posições primárias: tala "abaixo", muni "sob",  dekhi "de (origem)", bāṭa "de (de quem)", sãga "com", sita "como", pachi "depois", samma "até", bittikai "(o mais breve possível)".

Além disso há as "Post-posições Compostas", obtidas por uma post-posição primária (principalmente ko ou bhandā) mais um advérbio;.
- ko lāgi "para (objetivo)", ko pachāṛī "atrás", ko viruddha "contrat", bhandā māthi "acima", bhandā par "além", etc.

### Pronomes
Nepali tem Pronome pessoal para a primeira e segunda pessoa. A terceira pessoa é um Demonstrativo que pode ser distinto como "Próximo" ou "Distante" (algo como esse, este, aquele do Português). O sistema pronominal é bem elaborado, fazendo diferenciação de formalidade sócio lingüística. Com relação a isso são três os níveis de "status" / formalidade: Baixo, Médio, Alto; Não há distinção de gênero nos pronomes.
Para os pronomes da terceira pessoa temos:
- Baixo status – pessoa ausente ou de baixo status social;
- Médio status – mulheres, embora um dos plurais pode ser usado também para grupos.
- Alto status – pessoa presente e de alto status social;

Para a segunda pessoa há ainda um sistema simples, onde o grau Baixo vale para crianças, animais; Nesse sistema, o grau Médio é usado pejorativamente para pessoas mais jovens ou de menor status social do que quem fala, sendo o grau Alto é usado para pessoas mais velhas, de maior status ou como forma mais polida. Há ainda um forma ainda mais formal.
O pronome da primeira pessoa do singular é ma e a primeira do plural é hāmī. A Tabela a seguir lista as segunda e terceira pessoas do singular;
|       | 2nd pn. | 3rd pn.    | 3rd pn.    | 3rd pn.  |
| Próx. | 2nd pn. | Dist.      | Dist.      |          |
| ----- | ------- | ---------- | ---------- | -------- |
| Baixo | tã      | yo (yas)   | tyo (tyas) | ū (us)   |
| Médio | timī    | yinī (yin) | tinī (tin) | unī (un) |
| Alto  | tapāī̃   | yahā̃       |            | vahā̃     |

yo e tyo têm yī e tī como plurais, enquanto que outros pronomes (inclusive hāmī – para ênfase, excluso o ū) fazem plural com o sufixo -harū. Na tabela acima, entre aspas, aparecem os casos oblíquos dos pronomes, usados quando esses (como pronomes demonstrativos) ou o que eles qualificam (como determinadores demonstrativos) são seguidos por alguma "post-posição"; A necessidade do oblíquo enfraquece a longa distância entre demonstrativo e post-posição.

### Verbos
Verbos em Nepali são muito flexionados, concordando com o Sujeito em Número, Gênero, "Status" e Pessoa. Também variam em Tempo, Modo e Aspecto e, além dessas formas finitas, há muitos particípios.
O verbo हुनु hunu 'ser, tornar-se' é talvez o mais irregular do Nepali. Apenas no tempo presente simples, há três conjugações para esse verbo, sendo apenas uma delas regular. A primeira, ho-conjugação é, grosso modo, usada para definir coisas, seu complemento é geralmente um "nome" (substantivo ou adjetivo); a segunda forma é cha-conjugação usada para descrever coisas, seu complemento é geralmente uma sentença adjetiva ou preposicional. A terceira, huncha-conjugação, é usada para expressar eventos futuros, ocorrências, também usada vo "acontecer" ou "tornar-se".
As conjugações são:
|                                                 | हो ho             | छ cha            | हुन्छ huncha       |
| ----------------------------------------------- | ---------------- | ---------------- | ---------------- |
| Primeira Pessoa Singular                        | हुँ hũ             | छु chu            | हुन्छु hunchu       |
| Primeira Pessoa Plural                          | हौँ haũ            | छौँ chaũ           | हुन्छौँ hunchaũ      |
| Segunda Pessoa Singular – Grau Baixo            | होस् hos           | छस् chas          | हुन्छस् hunchas     |
| Segunda Pessoa Grau Médio - Plural              | हौ hau            | छौ chau           | हुन्छौ hunchau      |
| Grau Alto                                       | हुनुहन्छ hunuhuncha | हुनुहन्छ hunuhuncha | हुनुहन्छ hunuhuncha |
| Terceira Pessoa do Singular – Grau Baixo        | हो ho             | छ cha            | हुन्छ huncha       |
| Terceira Pessoa – Grau Médio – Plural Masculino | हुन् hun           | छन् chan          | हुन्छन् hunchan     |
| Terceira Pessoa – Grau Médio – Plural Feminino  | हुन् hun           | छिन् chin          | हुन्छिन् hunchin     |

हुनु hunu também tem duas "raízes" supletivas no passado simples: भ- bha- (corresponde em uso à conjugação huncha) e थि- thi- (corresponde a ambas conjugações cha e ho-conjugations), que são em outros casos conjugadas regularmente. भ- bha- é também a raiz usada na formação de muitos Particípios.
As formas Finitas dos verbos Regulares seguem a Tabela a seguir, feito para o verbo गर्नु garnu 'fazer' como exemplo:
|                                                   | Presente/Futuro Simples            | Futuro Provável                                 | Passado Simples                 | Passado Habitual                                | Injuntivo                             | Imperativo     |
| ------------------------------------------------- | ---------------------------------- | ----------------------------------------------- | ------------------------------- | ----------------------------------------------- | ------------------------------------- | -------------- |
| Primeira Pessoa Singular                          | गर्छु garchu 'Eu farei'              | गरुँला garũlā 'Eu (provavelmente) farei'           | गरेँ garẽ 'Eu fiz'                | गर्थेँ garthẽ 'Eu costumava fazer'                 | गरुँ garũ 'Posso fazer!'                | -              |
| Primeira Pessoa Plural                            | गर्छौँ garchaũ 'Nós faremos'          | गरौँला garaũlā 'Nós (provavelmente) faremos'       | गर्यौ garyaũ 'Nós fizemos'        | गर्थ्यौँ garthyaũ 'Nós costumávamos fazer'          | गरौँ garaũ 'Podemos fazer, façamos'     | -              |
| Segunda Pessoa Singular Grau Baixo                | गर्छस् garchas 'você fará'           | गर्लास् garlās 'você (provavelmente) fará'         | गरिस् garis 'você fez'            | गर्थिस् garthis 'você costumava fazer'             | गरेस् gares 'você costumava fazer'      | गर् gar 'faça!' |
| Segunda Pessoa Plural – Grau Médio                | गर्छौ garchau 'você fará'            | गरौला garaulā 'você (provavelmente) fará'         | गर्यौ garyau 'você fez'           | गर्थ्यौ garthyau 'você costumava fazer'            | गरौ garau 'você pode fazer!'           | गर gara 'faça' |
| Grau Alto                                         | गर्नुहुन्छ garnuhuncha 'o senhor fará' | गर्नुहोला garnuhola 'o senhor (provavelmente) fará' | गर्नुभयो garnubhayo 'o senhor fez' | गर्नुहुन्थ्यो garnuhunthyo 'o senhor costumava fazer' | गर्नुहोस् garnuhos 'o senhor pode fazer!' | -              |
| Terceira Pessoa Singular – Baixo Grau             | गर्छ garcha 'ele fará'              | गर्ला garlā 'ele (provavelmente fará'             | गर्यो garyo 'ele fez'             | गर्थ्यो garthyo 'ele costumava fazer'              | गरोस् garos 'ele pode fazer'            | -              |
| Terceira Pessoa – Grau Médio – Masculino - Plural | गर्छन् garchan 'eles farão'          | गर्लान् garlān 'eles (provavelmente) farão'        | गरे gare 'eles fizeram'          | गर्थे garthe 'eles costumavam fazer'              | गरून् garūn 'eles podem fazer'          | -              |
| Terceira Pessoa – grau Médio – Feminino - Plural  | गर्छिन् garchin 'elas farão'          | गर्लिन् garlin 'elas (provavelmente) farão'        | गरिन् garin 'elas fizeram'        | गर्थिन् garthin 'elas costumavam fazer'            | गरुन् garūn 'elas podem fazer'          | -              |

Assim como essas há duas formas que têm origem infinitival e participal na origem, mas freqüentemente usadas como se fossem formas finitas. Usando novamente  गर्नु garnu como exemplo, temos:
- गरेको gareko 'fez (passado)
- गर्ने garne 'fará (futuro)'.

Como essas são formas muito simples do que as conjugadas, são usadas para facilitar a comunicação por falantes não nativos Nepalis.
O particípio eko é também base para os tempos Perfeitos da língua. Isso se forma com o uso de verbo auxiliar hunu (em geral na forma cha-forma no tempo presente e a forma thi- para o passado) com o particípio eko. Como, por exemplo, मैले काम गरेको छु maile kām gareko chu means 'Eu fiz o trabalho'.

#### Infinitivos
Nepali tem dois infinitivos:
- uma pela adição de -नु nu à raiz do verbo. É a forma de citação do verbo, usada em muitas construções, a mais importante sendo para indicar uma obrigação. È formada pela combinação do infinitivo nu- com o verbo पर्नु parnu 'cair'. É uma construção impessoal, que significa que o marcador de objeto -लाई lāī é muitas vezes adicionado ao Agente gramatical, exceto quando o verbo é transtitivo, cujo caso é o ergarivo – instrumental com o marcador de caso -ले le é adicionado. Assim, como exemplo, a frase "eu preciso fazer o trabalho" seria traduzido para मैले काम गर्नुपर्छ maile kām garnuparcha. Pode ser usado com a post-posição -अघि aghi 'antes'. गर्नुअघि garnuaghi, então, significa ‘antes de saber";.

O segundo tipo de infinitivo se forma pela adição de -न na à raiz do verbo. È usado em muitas situações, podendo ser usado geralmente onde se usa o infinitivo em português ou inglês. Exemplo: म काम गर्न रामकहाँ गएको थिएँ ma kām garna rāmkahā̃ gaeko thiẽ 'Eu fui na casa de Ram para fazer o trabalho'.

## Escrita
Nepali usa com escrita o alfabeto Devanagari. Aqui as inscrições Nepali estarão apresentadas na Transliteração Padrão Orientalista', uma transliteração oriunda de escritas Hindus, com base no Sânscrito (conf. "IAST"), cujas características mais significativas são: 
- Ponto subscrito para Consoante Retroflexiva;
- Macron para Vogais, etimológica e contrastivamente, Longas
- h para consoantes "stop" que sejam aspiradas
- Til para vogais nasalizadas.

O Alfabeto é derivado do Brami e apresenta:
- 13 vogais, incluindo os diacríticos
- 356 consoantes
- 10 numerais próprios – 1 a 10;

## Vogais
Nepali tem onze vogais distintas fonologicamente, sendo seis orais e 5 nasais. Em Sânscrito, língua ancestral do Nepali, há distinção fonológica entre vogais curtas e longas (exemplo, /i/ versus /i:/   e /u/ versus /u:/), porém isso não existe no Nepali falado. No entanto, com o desaparecimento do "h", há palavras nas quais alguns falantes produzem vogais longas, como em [paaɽ] 'colina-montanha', fonemicamente /pʌhaɖ/.
Na Tabela 1 pode-se ver as vogais Orais e Nasais do Nepali.
|                | Frontal | Central | Posterior |
| -------------- | ------- | ------- | --------- |
| Alta           | i, ĩ    |         | u, ũ      |
| Superior Média | e, ẽ    |         | o         |
| Inferior Média |         |         | ʌ, ʌ̃      |
| Baixa          |         | a, ã    |           |

Tabela 1As Vogais do Nepali
Conforme mostrado na lista acima, são cinco as vogais nasais, conforme indicadas por "til". (~). A vogal Alta Média Posterior  /o/ não tem sua forma nasal num nivel fonológico, embora a vogal [õ] existe na realidade na língua falada, é freqüentemente percebida em variação livre com sua correspondente "oral". Exemplo: [hotso] ~ [hõtso] 'curto, baixo', [bʱeɽaa] ~ [bʱẽɽaa] 'ovelha'. Vogais nasais não são freqüentes no Léxico Nepali, se compararmos com um idioma como o Francês que tem muitas vogais nasais; Em Nepali ocorrem mais em verbos.
Conforme Bandhu et al., a evidência para a característica distintiva na nsalização de vogal não é nem de perto tão significativa quanto a distinção entre as as seis vogais orais. Os mínimos pares são facilmente obtidos apenas para a vogal. Ver exemplos a seguir:
- /kap/ 'canto interno', /kãp/ 'estremeça!' (2ª pessoa sing. imperativo)
- /bas/ 'cobertura', /bãs/ 'bambu'
- /bʱaɽa/ 'aluguel',  /bʱãɽa/ 'potes'
- /tat!/ 'ser aquecido', /tãt/ 'fileira'
- /tsap/ 'pressão', /tsãp/ 'bosque de magnólias'
- /naũ/ 'nome' vs. /nau/ 'barbeiro'
- /gaũ/ 'vila' versus /gau/ 'cante!' (2ª pessoa sing. imperativo)

Num nível fonético, as vogais orais podem ser nasalizadas quando precedidas por consoantes nasais. consonant.

## Ditongos
O sistema ortográfico inclui dois ditongos, uma herança do Sânscrito: "ai" e "au".  No entanto, há mais alguns ditongos na língua falada. Pokharel, reconhece dez ditongos, conforme segue:
| Ditongos | Exemplos | Nota           | नेपाली |
| -------- | -------- | -------------- | --- |
| ui       | dui      | 'dois'         | दुई  |
| iu       | dziu     | 'corpo'        | जीउ  |
| ei       | sʌnei    | 'trompete'     | सनै  |
| eu       | euʈa     | 'um'           | एउटा |
| oi       | poi      | 'marido'       | पोइ  |
| ou       | dʱou     | 'lave!'        | धोऊ! |
| ʌi       | kʌile    | 'quando'       | कैले  |
| ʌu       | dzʌu     | 'cevada'       | जौ   |
| ai       | bʱai     | 'irmão caçula' | भाइ  |
| au       | dui      | ‘vir’          | आऊ! |

Table 2Ditongos Nepali

## Consoantes
A língua Nepali falada apresenta 27 consoantes nativas; 1971</ref> ver Tabela 3.
|             | Bilabial | Bilabial | Dental | Dental | Alveolar | Alveolar | Retroflexiva | Retroflexiva | Palatal | Palatal | Velar | Velar | Labial-velar | Labial-velar | Glotal | Glotal |
| ----------- | -------- | -------- | ------ | ------ | -------- | -------- | ------------ | ------------ | ------- | ------- | ----- | ----- | ------------ | ------------ | ------ | ------ |
| Nasal       | m        | m        |        |        | n        | n        |              |              |         |         | ŋ     | ŋ     |              |              |        |        |
| Plosiva     | p h      | b ɦ      | t h    | d ɦ    |          |          | ʈ h          | ɖ ɦ          |         |         | k h   | g ɦ   |              |              |        |        |
| Africativa  |          |          |        |        | ts h     | dz ɦ     |              |              |         |         |       |       |              |              |        |        |
| Fricativa   |          |          |        |        | s        | s        |              |              |         |         |       |       |              |              | ɦ      | ɦ      |
| "Flap"      |          |          |        |        | ɾ        | ɾ        |              |              |         |         |       |       |              |              |        |        |
| Aproximante |          |          |        |        | l        | l        |              |              | j       | j       |       |       | w            | w            |        |        |
Tabela 3Consoantes Nepali
As letras /j/ e /w/ são contrastantes no sistema de consoantes, mas não contrastam com  /i/ e /u/.  Todas consoantes, exceto /ɦ/, /w/ e /j/ podem também ocorrer geminadas (duplo comprimento). Além de formar palavras lexicamente diversas, como em /tsʌpʌl/ चपल  'instável' e /tsʌppʌl/ चप्पल  'chinelo', a geminação pode formar graus diversos de um adjetivo: /miʈʈho/ 'muito saboroso', comparado com /miʈho/ 'delicioso'.

## Consoantes de origem externa
Palavras vindas do Sânscrito introduziram consoantes adicionais que não ativas no inventário fonológico da língua falada. Nessas palavras externas, essas consoantes são pronunciadas como consta das gramáticas do Sânscrito. A nasal retroflexiva [ɳ] é observada no falar de algumas pessoas em palavras como  /baɳ/ वाण 'flecha'.  A posterior sibilante [ʃ] se apresenta em palavras como /nareʃ/ नरेश 'rei'. O idioma não tem pares mínimos para fazer /s/ e /ʃ/, os falantes muitas vezes usos esses sons de forma inconsistente.

## Exemplos de frases
- namaste. नमस्ते — do Hindu uma saudação geral, geralmente traduzida como a frase budista "eu saúdo o Deus que está dentro de você. A tradução literal do Sânscrito significa "sua homenagem". É usada comumente como "Olá", "Oi", "Adeus", "Até logo".
- tapāī̃ko/timro nām ke ho? तपाईंको/तिम्रो नाम के हो? - Qual é seu nome?
- mero nām Sushil ho. मेरो नाम आलोक हो — Meu nome é Sushil.
- tapāī/timi lai kasto cha? तपाईंलाई/तिमीलाई कस्तो छ? — Como vai você?

Porém as seguintes são mais usadas:  ke cha? के छ? (informal), sañcai hunuhuncha? सञ्चै हुनुहुन्छ? (formal)
- khānā khāne ṭhāũ kahā̃ cha? खाना खाने ठाउँ कहाँ छ? — Onde é (fica) um lugar para se comer?
- kāṭhmāḍaũ jāne bāṭo dherai lāmo cha. काठ्माडौँ जाने बाटो धेरै लामो छ — A estrada para Kathmandu é muito longa.
- nepālmā baneko नेपालमा बनेको —Feito ("Made") no Nepal.
- ma nepālī hũ म नेपाली हूँ — Eu sou nepalense.
- pugyo पुग्यो —  Isso é suficente (ou "estou satisfeito" – usado quando comendo -  quantidade de alimento; usado também para outras quantidades).

### Amostra de Texto
Transliteração Nepali
Sabai vyaktiharū janmajāt svatantra hun tī sabaikō samān adhikār ra mahatva cha. Nijaharūmā vicāraśakti ra sadvicār bhaēkōlē nijaharūlē āpastmā bhrātr̥tvakō bhāvanābāṭ vyavahār garanu parcha. 
Português
Todos os seres humanos nascem livres e iguais em dignidade e direitos. Eles são providos de razão e consciência e devem agir em relação aos demais dentro de um espírito de fraternidade. (Artigo 1o  da Declaração Universal de Direitos Humanos)

## Leituras adicionais
- Schmidt, R. L. (1993) A Practical Dictionary of Modern Nepali.
- Turner, R. L. (1931) A Comparative and Etymological Dictionary of the Nepali Language.
- Hutt, M. & Subedi, A. (2003) Teach Yourself Nepali.
- Manders, C. J. (2007) नेपाली व्याकरणमा आधार A Foundation in Nepali Grammar.